# Acanthogorgia hirsuta
Acanthogorgia hirsuta is een zachte koraalsoort uit de familie Acanthogorgiidae. Acanthogorgia hirsuta werd in 1857 wetenschappelijk beschreven door John Edward Gray.  Het is de typesoort van het geslacht Acanthogorgia. De soort komt voor in de westelijke Middellandse Zee.